# Компаунд

Микросхема на печатной плате, залитая компаундом

Компаунды электроизоляционные — пропиточные и заливочные материалы без летучих растворителей, которые используются для заливки, герметизации электрического и электронного оборудования. Изделия с изоляцией из компаундов имеют высокую влагостойкость, вибростойкость, теплоотдачу, повышенное пробивное напряжение. Используется в качестве электроизоляционного материала и как средство взрывозащиты. Компаундом также называют материал для заполнения кабелей и вант в висячих и вантовых мостах для защиты материала кабелей (вант) от агрессивного воздействия среды. В пищевой промышленности компаундами называют стабилизирующие системы  (включающие эмульгаторы, стабилизаторы, загустители), применяемые для упрощения технологии и удешевления производства, например, майонезов и соусов.

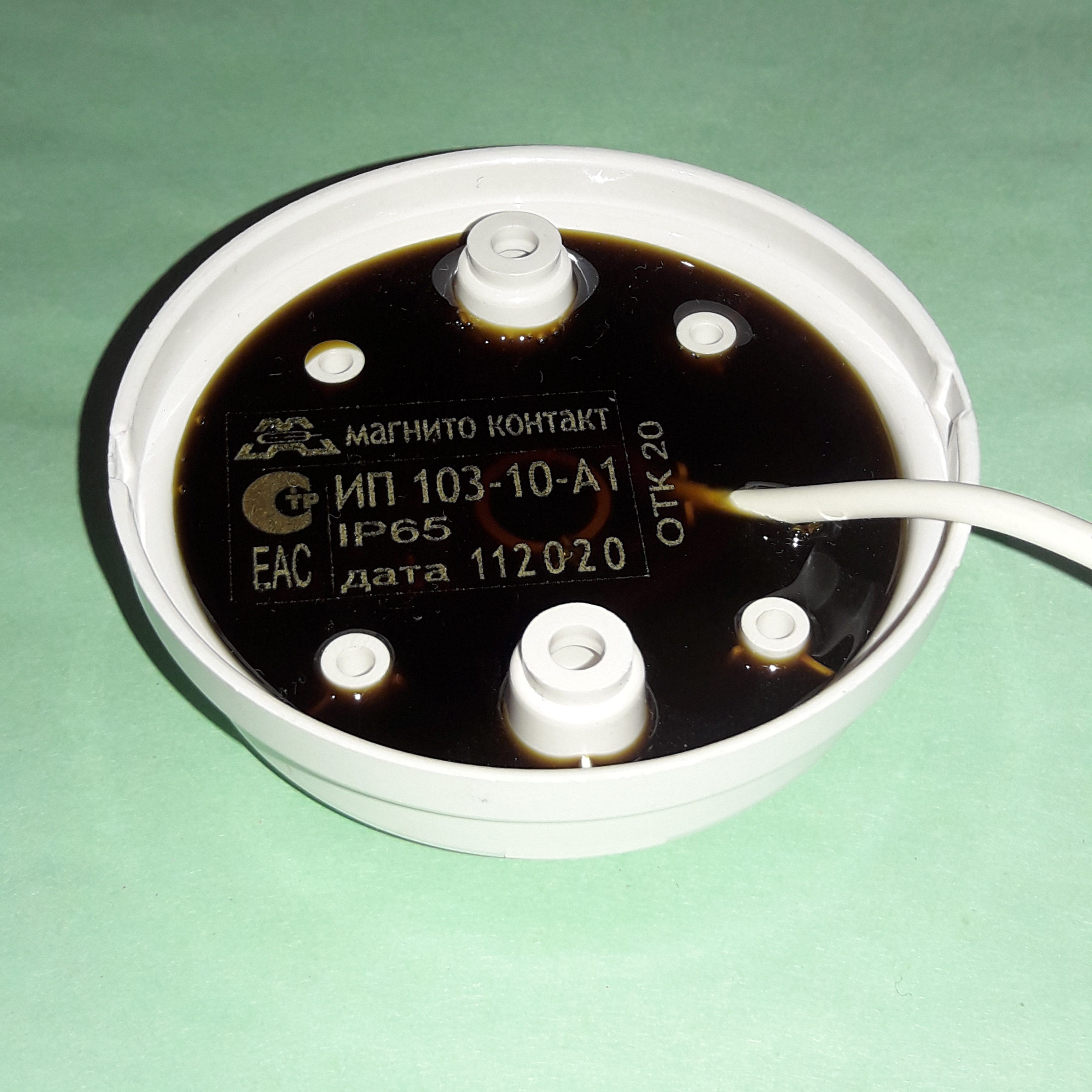
Электронное устройство с корпусом, полностью залитым компаундом

- Взрывозащита вида «герметизация компаундом (m)» — взрывозащита, при которой части электрооборудования, способные воспламенить взрывоопасную атмосферу за счет искрения или нагрева, заключаются в компаунд таким образом, чтобы взрывоопасная атмосфера не могла воспламениться.
- Температурный диапазон компаунда — диапазон температур, в пределах которого свойства компаунда в процессе использования или хранения обеспечивают соответствие требованиям стандарта ГОСТ Р 51330.17-99 Часть 18. Взрывозащита вида «Герметизация компаундом (m)».
- Наибольшая рабочая температура компаунда — максимальная температура, воздействию которой может непрерывно подвергаться компаунд согласно данным, представленным изготовителем компаунда.
- Герметизация компаундом — процесс нанесения компаунда для защиты любого электротехнического устройства (устройств) методом погружения или заливки.
- Погружение в компаунд — процесс заключения в компаунд электротехнического устройства (устройств) путём заполнения компаундом формы с расположенным в ней устройством и последующего извлечения залитого устройства (устройств) из формы после отверждения компаунда.
- Заливка компаундом — процесс погружения, в котором форма остается скрепленной с залитым устройством (устройствами).

Полимерные компаунды также используются для устранения резонансных колебаний электронных блоков, однако при этом резко ухудшаются тепловые режимы и ремонтопригодность.
Последнее порой делается сознательно: чтобы воспрепятствовать реинжинирингу (ремонту) либо чтобы стимулировать продажу запасных частей и/или конечного продукта.